# Johann Georg August Wirth

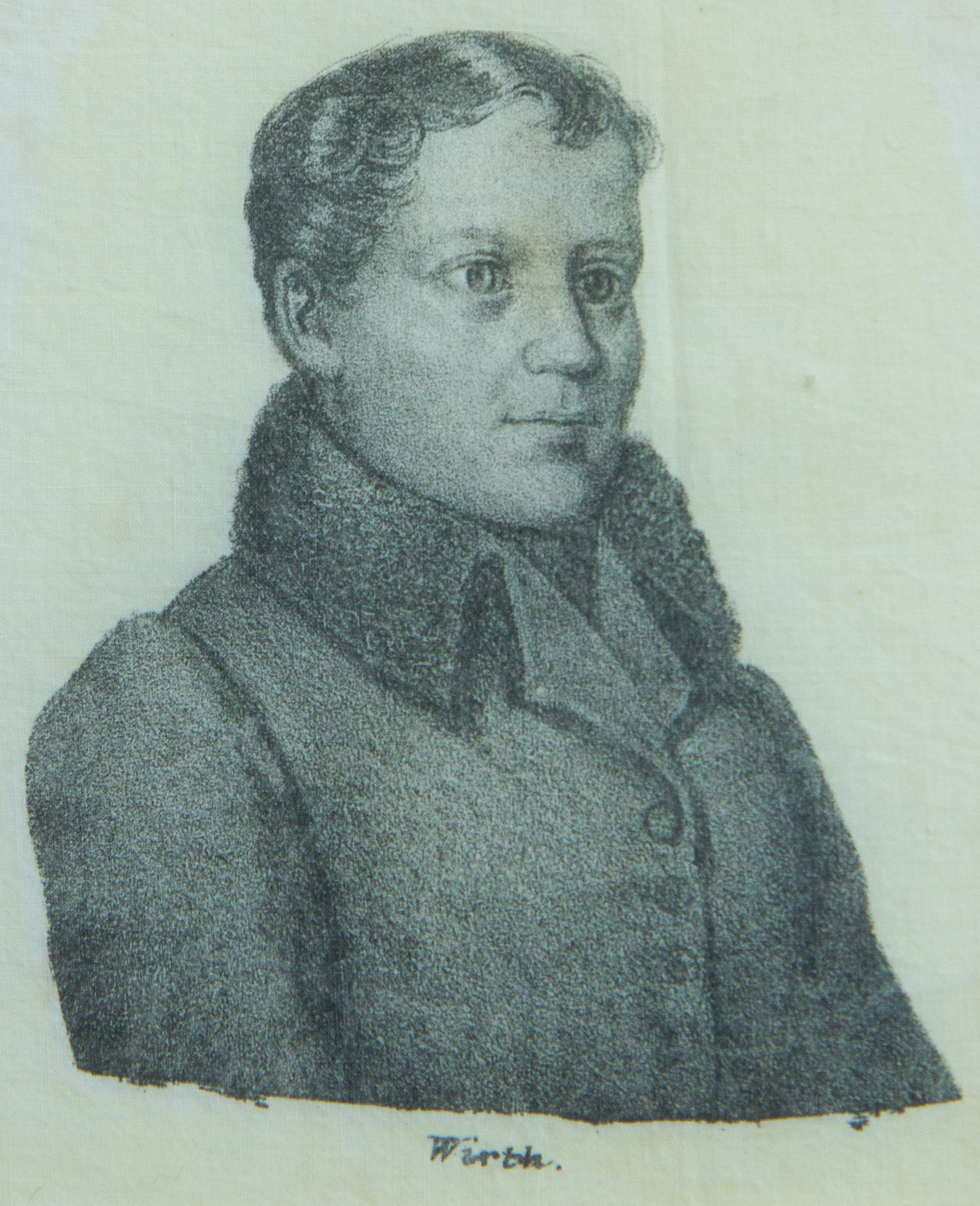
Johann Georg August Wirth

Johann Georg August Wirth (* 20. November 1798 in Hof (Saale); † 26. Juli 1848 in Frankfurt am Main) war ein deutscher Jurist, Schriftsteller und Politiker im Vormärz. Gemeinsam mit Philipp Jakob Siebenpfeiffer organisierte er 1832 das Hambacher Fest.

## Leben

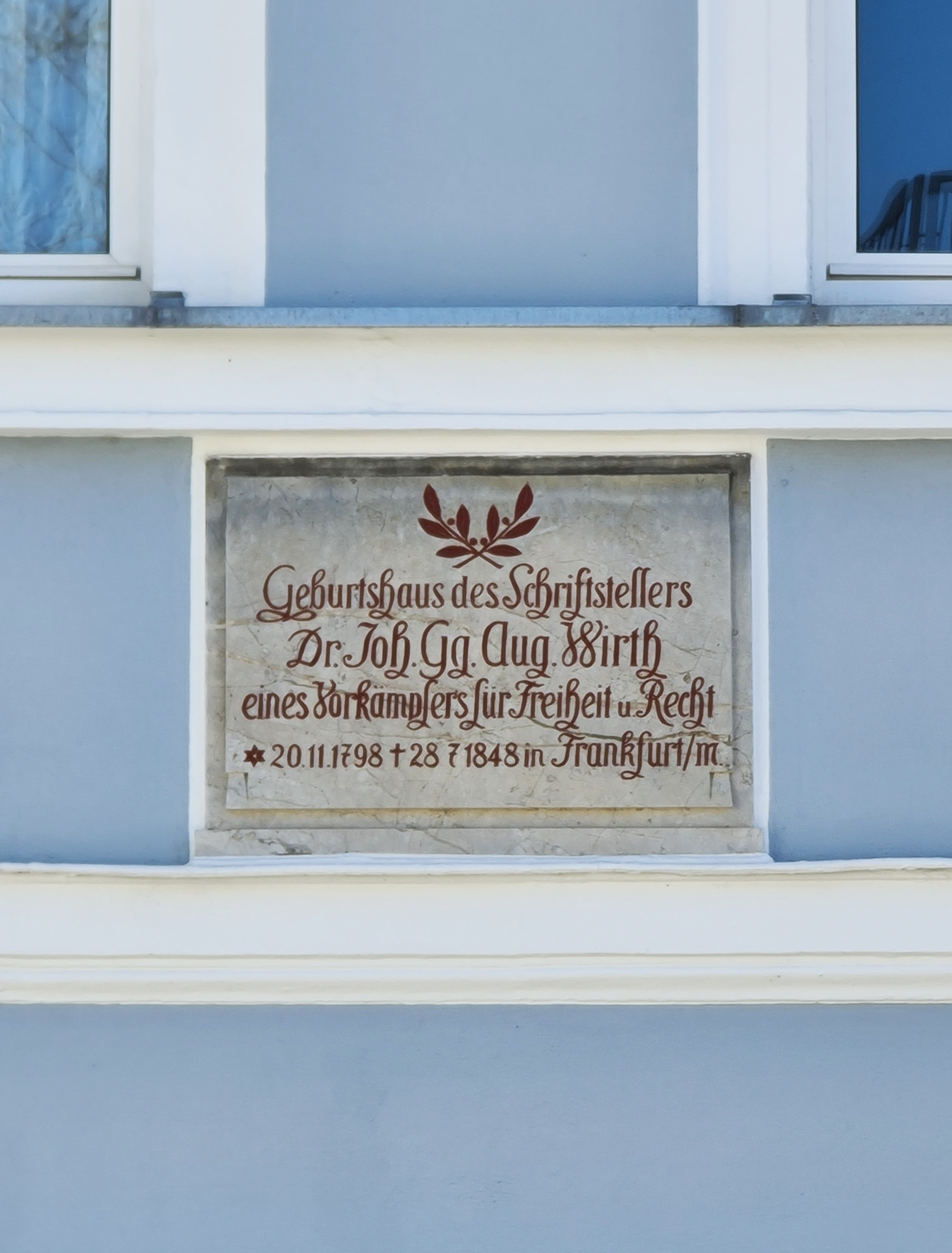
Infotafel an Wirths Geburtshaus, wobei das Sterbedatum nicht korrekt angegeben ist

Wirth war mit Regina Wirth verheiratet. Der Ehe entstammen der Journalist Max Wirth und der Mitbegründer des Frankfurter Friedensvereins Franz Ulpian Wirth, sowie die Tochter Rosalie Christiane Wirth (* 29. November 1827 in Bayreuth). Der Schriftsteller Rudolf Lavant war ein Großneffe von Wirth.
Wirth besuchte zunächst als Klassenkamerad von Karl Ludwig Sand das Gymnasium seiner Heimatstadt und wechselte 1811 an die Königliche Studienanstalt in Bayreuth.
Von 1814 bis 1815 entschied er sich an dem Melanchthongymnasium (damals Egidiengymnasium genannt) zu lernen. Er wurde nach acht Tagen von der Untergymnasialklasse in die Mittlere geschickt, wobei der Rektor, der Philosoph Georg Wilhelm Friedrich Hegel, meinte, er wäre bereits universitätsreif. Letztendlich schloss er aber nur als Fünfter ab, was ihn auf das Mittelfeld des erwarteten Leistungsniveau brachte. Auch wenn er das Gymnasium nur zwei Jahre besucht hatte, äußerte er dank Hegel seinen „unsterblichen Funken der Freiheit“ gefunden zu haben und beschrieb das Gymnasium als eine „Musteranstalt im eigentlichen Sinn des Wortes“. Die beiden Nürnberger Jahre boten nicht nur in der Schule vielfältige Anregungen, er begann zusätzlich Schauspiel- und Opernaufführungen zu besuchen.
Nach dem Abitur studierte er an der Friedrich-Alexander-Universität Rechtswissenschaft. Im Dezember 1817 war Wirth zusammen mit anderen Corps-Renoncen Mitgründer und Ausschussmitglied der Erlanger Burschenschaft (Arminia). Wirth trat Anfang Januar 1818 aus der Burschenschaft aus, wurde Senior des Corps Franconia und blieb zeitlebens Corpsstudent. 1818 erhielt er das Consilium abeundi von der Universität. Er praktizierte als Rechtsanwalt in Schwarzenbach an der Saale und ab 1823 in der Bayreuther Kanzlei von Gottlieb Keim. Eine juristische Karriere blieb ihm verwehrt, weil er die Promotionsgebühren nicht bezahlen konnte. Anfang 1831 ließ er in Bayreuth auf eigene Kosten die Zeitschrift Kosmopolit drucken, in der er sich kritisch über die „Rückschritte der bayerischen Regierung“ äußerte und Pressefreiheit forderte. Er zog im selben Jahr nach München und übernahm die Redaktion der regierungstreuen Zeitschrift Das Inland von Johann Friedrich Cotta. Bald darauf wechselte er die politische Richtung und gründete die Deutsche Tribüne. Die wurde schnell beim Volk berühmt und bei den Fürsten berüchtigt, weil Wirth sie u. a. als Plattform für die Erstreitung der Pressefreiheit nutzte; so rief er dem herrschenden Adel entgegen: „Die freie Presse ist die Schutzwehr der Völker gegen die Tyrannei der Machthaber.“ Er wurde zunehmend durch Verfolgungen bedrängt, nutzte aber die Lücken der Zensur und votierte stets für die Stärkung der bürgerlichen Rechte. Anschließend ging er in den Rheinkreis. Die politische Zensur verhinderte auch hier seine Arbeit. Im März 1832 wurde seine Zeitung vom damaligen Bundestag verboten. Wirth wurde Vorstandsmitglied im 1832 gegründeten Deutschen Vaterlandsverein zur Unterstützung der freien Presse.
Ende Mai 1832 organisierte Wirth gemeinsam mit seinem Mitstreiter Philipp Jakob Siebenpfeiffer das Hambacher Fest. Nach einer Rede vor vielen tausend Menschen, in der er zur Bildung eines Bundes der Patrioten aufgerufen und über „die vereinigten Freistaaten Deutschlands“ hinaus auch bereits „das conföderirte republikanische Europa“ hatte hochleben lassen, kam Wirth in Untersuchungshaft und wurde nach Zweibrücken gebracht.
Im Gefängnis verfasste er eine Flugschrift mit seinen politischen Ideen mit dem Titel: Die politische Reform Deutschlands. Im Juni 1833 wurde er vom Geschworenengericht im spektakulären Assisenprozess in Landau freigesprochen – Wirth hatte sich in einer achtstündigen Rede verteidigt und die Fürsten zu Hochverrätern erklärt. Doch im November 1833 verurteilte ihn das Zuchtpolizeigericht Zweibrücken wegen Beleidigung inländischer und ausländischer Behörden zur Höchststrafe von zwei Jahren Gefängnis. Er wurde in Kaiserslautern inhaftiert. Im dortigen Gefängnis schrieb er die Fragmente zur Kulturgeschichte der Menschheit. Nach seiner Freilassung im Dezember 1835 wurde er nach Passau gebracht, um dort noch eine Kontumazstrafe (Verurteilung durch Nichterscheinen vor Gericht) abzusitzen. Ihm gelang jedoch die Flucht. Ende Dezember 1836 kam er nach Frankreich und 1839 nach Kreuzlingen im Thurgau (Schweiz). Dort redigierte er die von dem Konstanzer Verleger Ignaz Vanotti (1798–1870) in dessen Exilantenverlag Belle-Vue herausgegebene Deutsche Volkshalle und die Geschichte der Deutschen. 1847 zog er nach Karlsruhe. In den preußischen Fürstentümern wurde er in die deutsche Nationalversammlung gewählt, verstarb jedoch kurz darauf am 26. Juli 1848 in Frankfurt und wurde auf dem dortigen Hauptfriedhof beigesetzt. Die Grabrede hielt Robert Blum. Sein Nachfolger in der Nationalversammlung wurde Julius Fröbel.

„Ja, Wirth war ein Volkstribun im edelsten Sinne und ideal begeistert für die Idee der deutschen Einheit und Freiheit. Manch wackeren Kämpen rief die Revolution von 1848 nach ihm in die Arena, aber Keiner erreichte ihn und seine Heldengröße. Er hatte seiner einträglichen Stellung als Advocat entsagt, um in der Presse für seine Ideale zu wirken; er entsagte als Journalist einer reich dotirten Anstellung, als ihm die Aufnahme officiöser Artikel angesonnen wurde; er gründete ein unabhängiges Organ, die ‚Deutsche Tribüne‘, und erwehrte sich in derselben aller Hemmnisse der Censur; er erlitt die unerhörtesten Verfolgungen und setzte bis zum letzten Athemzuge den harten Kampf fort, ohne jemals von der einmal betretenen Bahn zu weichen.“

## Denkmal

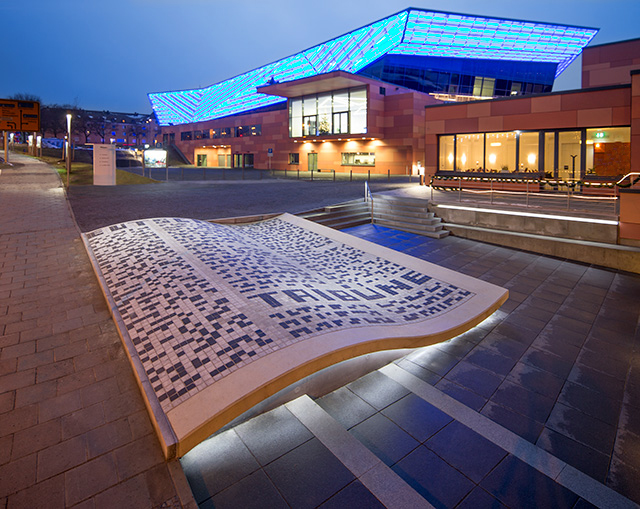
Skulptur Tribüne II des Bildhauers Andreas Theurer zu Ehren Wirths mit einer stilisierten Seite der Deutschen Tribüne vor der Freiheitshalle in Hof

Die Stadt Hof (Saale) hat zum 150. Todestag 1998 ein Denkmal errichtet, das die Person Wirths ehrt, indem es sein Wirken als Kämpfer für die Pressefreiheit zum Inhalt macht. Es wurde von dem Bildhauer Andreas Theurer geschaffen und hat die Gestalt einer am Boden liegenden, wellenförmigen Zeitungsseite. Die Oberfläche besteht aus schwarzen und weißen Pflastersteinen, deren Gefüge an ein Schriftbild erinnert. Die Pixelschrift stellt den Bezug zur Gegenwart her und lässt den Titel „Deutsche Tribüne“ als Ausschnitt erkennen. Es fehlt das „D“ von „Deutsch“, damit Wirths Ringen um die deutsche Einheit nicht mit dumpfem Nationalismus in Verbindung gebracht wird. Vor der Einweihung merkte der damalige Bundespräsident Roman Herzog an: „Damit wird sich die Zahl der republikanischen Denkmäler in Deutschland verdoppeln“.
2012 wurde das Denkmal am ursprünglichen Standort in der Innenstadt entfernt und in einer zweiten, verkleinerten Version bei der Freiheitshalle aufgestellt.

## Ehrungen

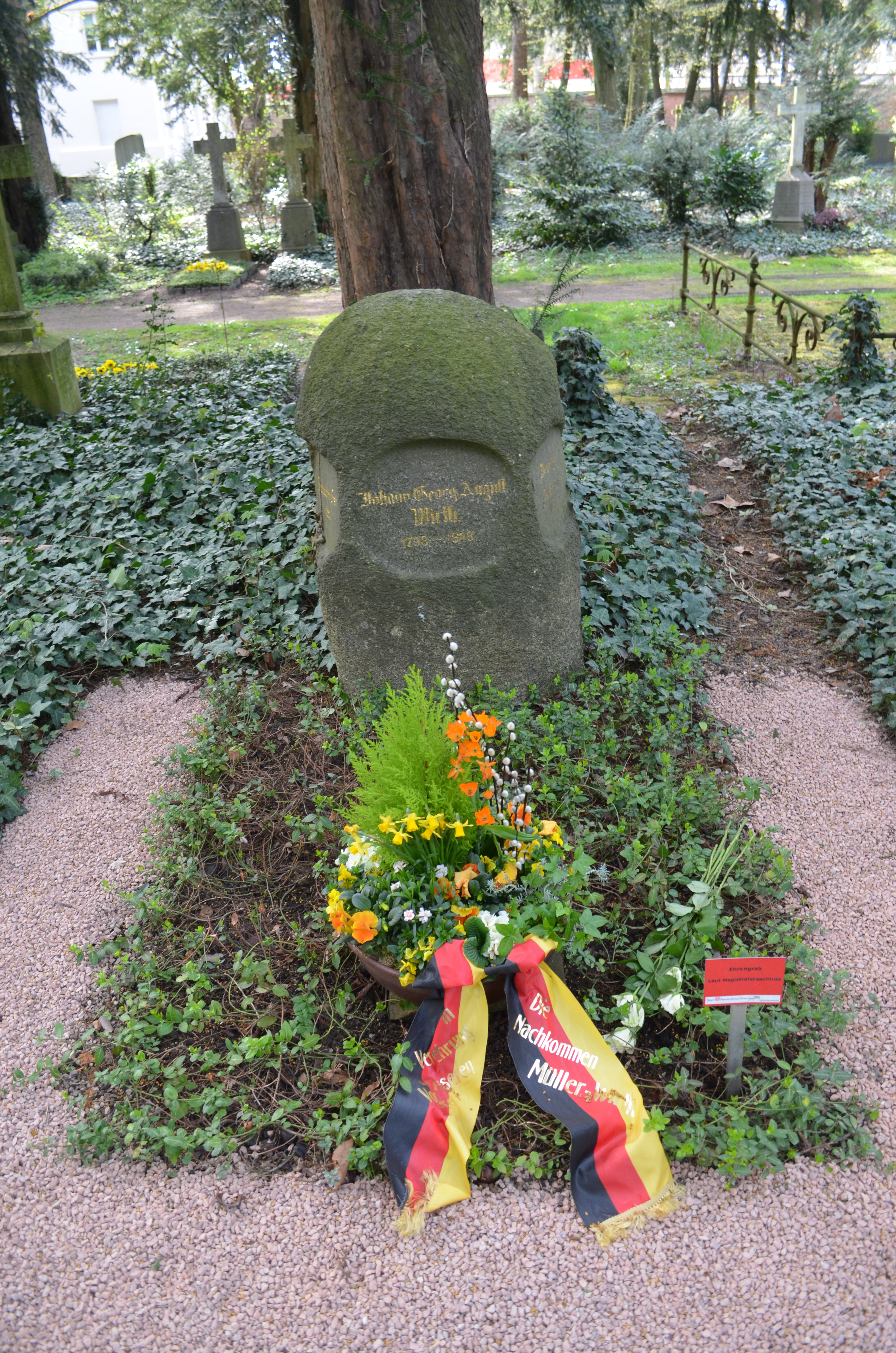
Ehrengrab von Johann Georg August Wirth auf dem Hauptfriedhof Frankfurt

Die Akademie für Neue Medien in Kulmbach, eine Einrichtung zur Journalistenausbildung, verleiht seit 2009 den Johann-Georg-August-Wirth-Preis. In Hof existiert die Johann-Georg-August-Wirth-Realschule. In Hof und in Bayreuth ist die Wirthstraße nach ihm benannt, in Neustadt an der Weinstraße und in Haßloch die Dr.-Wirth-Straße. Am Haus Ludwigstraße 25 in Bayreuth befindet sich eine Gedenktafel für Wirth und Gottlieb Keim.
In der Reihe Bibliothek Europäischer Freiheitsbewegungen im Bundesarchiv erschien 1998 der Band: Johann Georg August Wirth, Die Rechte des deutschen Volkes. Eine Verteidigungsrede vor den Assisen zu Landau (1833).

## Werke
- Entwurf eines Strafgesetzbuches. Ein Beytrag zur Erörterung der Frage: „ob der Entwurf des Strafgesetzbuches für Baiern vom J. 1822 dem zur Zeit möglichen Grade von Vollständigkeit u. Gerechtigkeit entspreche?“. Bayreuth 1825 Digitalisat
- Censurfreye Brochüren als Entschädigung für die Abonnenten des Inlandes. Erste Lieferung. München 1831 Digitalisat
- Johann Georg August Wirth (Hrsg.): Deutsche Tribüne, 1831–1832. Reprint K. G. Saur, München 2007, ISBN 3-598-11543-1
  - Rezension: perlentaucher.de, in Perlentaucher, mit Weiterleitung zu Die Zeit
- Die politische Reform Deutschlands. Noch ein dringendes Wort an die deutschen Volksfreunde. Strasburg 1832 Digitalisat
- Das Nationalfest der Deutschen zu Hambach. 2 Bde. Christmann, Neustadt 1832. (Digitalisat und Volltext im Deutschen Textarchiv Heft 1, Digitalisat und Volltext im Deutschen Textarchiv Heft 2)
- Das Recht des deutschen Volkes und die Beschlüsse des Frankfurter Bundestages vom 28. Juni 1832. o. O. und o. J. Digitalisat
- Fragmente zur Culturgeschichte. Erster Theil. J. J. Tascher, Kaiserslautern 1835 Digitalisat
- Fragmente zur Culturgeschichte. Zweiter Theil. J. J. Tascher, Kaiserslautern 1836 Digitalisat
- Die politisch-reformatorische Richtung der Deutschen im XVI. und XIX. Jahrhundert. Ein Beitrag zur Zeitgeschichte. Verlag der Deutschen Volkshalle, Belle-Vue 1841 Digitalisat
- Denkwürdigkeiten aus meinem Leben. Erstes Bändchen. Literarisches Institut, Emmishofen bei Konstanz 1844 Digitalisat
- Die Geschichte der deutschen Staaten. Von der Auflösung des Reiches bis auf unsere Tage. Bd. 1. Kunstverlag, Karlsruhe 1847 Digitalisat
- Die Geschichte der deutschen Staaten. 2. Bd. 2. durchausverbesserte aufl. Hoffmannsche Verlags-Buchhandlung, Karlsruhe 1846 Digitalisat
- Die Geschichte der deutschen Staaten. 3. Bd. 2. durchausverbesserte aufl. Hoffmannsche Verlags-Buchhandlung, Karlsruhe 1846 Digitalisat
- Die Geschichte der deutschen Staaten. 4. Bd. 2. durchausverbesserte aufl. Hoffmannsche Verlags-Buchhandlung, Karlsruhe 1846 Digitalisat
- Ein Wort an die deutsche Nation. Kunstverlag, Karlsruhe 1848 Digitalisat
- J. G. A. Wirth’s Letztes Wort an die deutsche Nation. Mit Randglossen von M. Wirth. Sauerländer, Frankfurt am Main 1849 Digitalisat